# Christine Churcher
Christine Churcher (née en 1954) est une femme politique ghanéenne. Elle a travaillé entre 2001 et 2005 au ministère de l'Éducation en tant que ministre de l'Éducation primaire, secondaire et de la petite fille, puis entre 2005 et 2006 elle a travaillé au ministère des Sciences et de la Protection de l'environnement (ministre des Sciences et de l'Environnement). Churcher a posé sa candidature en raison de son appartenance ethnique et de ses activités politiques dans sa ville natale en tant que matriarche de Cape Coast. Elle est controversée après des allégations de corruption et son limogeage du ministère en 2006. 

## Éducation
Churcher est née le 21 septembre 1954 à Cape Coast, au Ghana
Elle a fréquenté l'école primaire Kwesi Plange à Cape Coast de 1959 à 1965. Entre 1965 et 1972, elle a fréquenté l'école secondaire pour filles Mfanstiman. Entre 1975 et 1978, Churcher a étudié l'anglais et l'histoire à l'université du Ghana et a obtenu son diplôme avec succès. En 1991 Churcher a travaillé dans la première partie de sa thèse pour le Master en philosophie dans le programme d'éducation des adultes à l'université du Ghana. 

## Carrière
Churcher a commencé à travailler comme enseignante à son alma mater, la Mfantsiman Girls' Secondary School dans l'enseignement de l'anglais après avoir obtenu son diplôme de l'école en 1972. Après avoir étudié de 1978 à 1982, elle a travaillé à la Prestea Goldfields Limited en administration et a déménagé en 1982 comme professeur d'anglais au Wesley Girls' Senior High School de Cape Coast. Sur le plan politique, elle a commencé la politique en 1989 et 1990 lorsqu'elle a travaillé comme secrétaire exécutive adjointe du Conseil national sur le domaine du travail des femmes et du développement. Churcher était maire (directrice générale municipale) de Cape Coast Depuis 1996, Churcher était membre du Parlement ghanéen pour la circonscription de Cape Coast en tant que candidate du Nouveau Parti patriotique (NPP). En octobre 2006, il y avait de plus en plus de rumeurs de démission concernant leurs sièges, qui, comme l'a rapporté Churcher, lui avaient valu son mandat de ministre. Churcher était dans les deux mandats du président John Kufuor en tant que ministre. Entre 2001 et 2005, elle a été ministre de l'Enseignement primaire et secondaire et de l'éducation des filles et entre 2005 et 2006 ministre des Sciences et de la Protection de l'environnement (en),. Le 27 avril 2006, Churcher a été démise de ses fonctions par John Kufuor. 